# Гарячий нептун

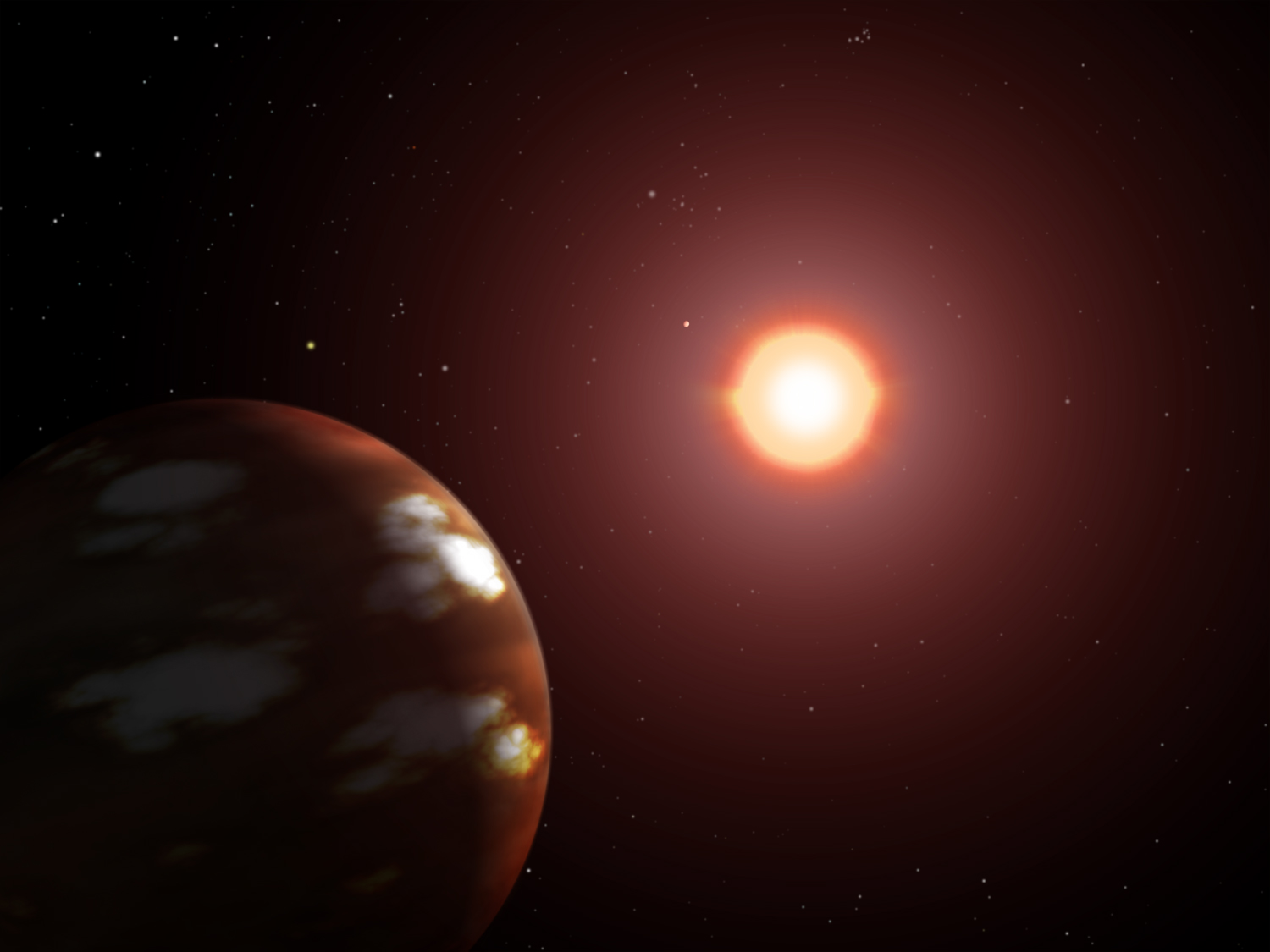
Планета Глізе 436 b, гарячий Нептун очима художника.

Гаря́чий непту́н — гіпотетичний клас екзопланет. До цього класу відносять екзопланети з масою, близькою до маси Урана або Нептуна, які розташовані неподалік від своєї зорі (на відстані до 1 а.о.). Маса гарячого Нептуна складається з ядра та навколишньої густої атмосфери, яка складає більшу частину об'єму планети. Недавні дослідження показали, що популяція цього класу планет може бути доволі значною.
Першим відкритим гарячим Нептуном стала планета Mu Arae c, також знана як HD 160691 c, — планета, що обертається навколо жовтого карлика в сузір'ї Жертовник, на відстані 59,6 світлових років від Землі.